# Líder social (Colombia)

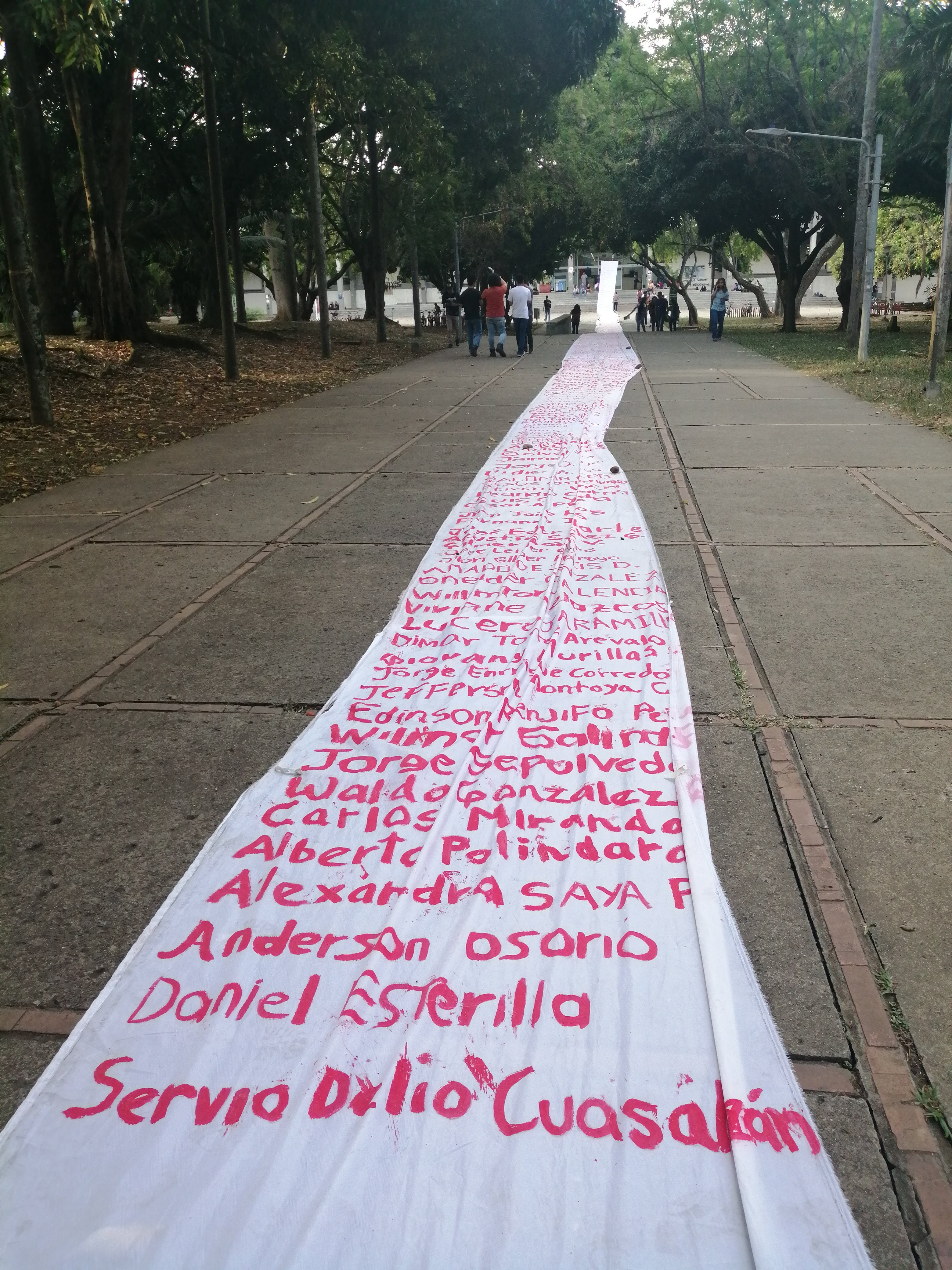
Homenaje a los líderes sociales asesinados en Colombia.

El Líder social o su variante femenino lideresa social son aquellas personas que representa un grupo social encargado de: la defensa de los Derechos Humanos, los territorios, del medio ambiente, la educación, o de la cultura en las comunidades de Colombia.
Esta ocupación representa un peligro para las personas implicadas, tanto así que Colombia ha sido catalogado como uno de los países más peligrosos para ejercer como líder social o defensor de los derechos humanos según las Naciones Unidas.
La violencia contra líderes sociales y ambientales es un fenómeno que ha aumentado significativamente en los últimos años en el mundo, especialmente en América Latina y Colombia.
El asesinato de líderes sociales y ambientales es la punta del iceberg de las agresiones contra defensores de derechos humanos. Previo a los asesinatos hay múltiples agresiones, estigmatización, amenazas, desplazamiento, entre otras que no son reportadas. Adicionalmente, el riesgo que asumen los líderes no es individual, también se exponen sus familias y comunidades a estos riesgos.

## Conceptualizaciones de líder social
- Según el artículo primero de la Declaración de Derechos de los Defensores de Derechos Humanos, la definición de líder social se refiere a personas que de manera individual o colectiva defienden, promueven y protegen derechos de manera no violenta y aceptan la universalidad de los derechos humanos.[9]
- En el caso colombiano, la Defensoría del Pueblo ha hecho un esfuerzo adicional por clasificar los liderazgos sociales a partir del tipo de actividades que desempeñan los líderes y su pertenencia étnica. Estas categorías son líderes comunales, indígenas, campesinos, afrocolombianos, comunitarios, sindicales, defensores de víctimas del conflicto armado y defensores de los derechos de las mujeres.
- El gobierno de Duque estableció 23 subcategorías de liderazgo social elegibles para protección. De acuerdo con este enfoque, se podrían considerar como líderes sociales a miembros de los consejos comunitarios locales, así como defensores de causas como los derechos humanos, la autonomía étnica, la protección ambiental y la reforma rural, entre otros.[10]

## Tipos
Existen varios tipos de liderazgos según la comunidad u organización:
- Líderes comunitarios o comunales: asociados a la defensa de territorios y de los Derechos Humanos y a la participación política de la comunidad. Algunos pertenecen a las Juntas de Acción Comunal.
- Líderes campesinos: asociados a la defensa y/o restitución de las tierras,de los reclamos históricos por la salud y la educación y la defensa de los Derechos Humanos.
- Líderes indígenas: asociados a la defensa de territorios y de los Derechos Humanos, a la educación, promoción y protección de las culturas y del medio ambiente.
- Líderes de las comunidades LGTBI: asociados a la defensa Derechos Humanos y a la participación política de estas poblaciones.
- Líderes afrodescendientes: asociados a la defensa de territorios y de los Derechos Humanos, a la educación, promoción y protección de las culturas y del medio ambiente.
- Líderes ambientales: asociados al cuidado y protección del medio ambiente, frente a la minería y extracción petrolera, y la participación política de las comunidades en temas medioambientales.

## Marco legal
Según el artículo 81 de la Ley 418 de 1997, y el Decreto 2816 de 2006 el Estado a través del Ministerio del Interior tiene herramientas para la protección de personas amenazadas, sin embargo no existía una definición oficial de líder social en la legislación colombiana. 
Mediante el auto 098 de 2013 la Corte Constitucional señala que deben realizarse acciones por parte del Gobierno Nacional en materia de prevención y protección de los derechos a la vida, integridad y seguridad de las mujeres lideresas y defensoras de Derechos Humanos.
Con el Decreto 2137 de 2018 se busca ejecutar un Plan de Acción Oportuna (PAO), para la protección de los líderes sociales en Colombia, creando subcategorías del concepto de líder social y defensor de Derechos Humanos las cuales son:
Líder comunal, líder comunitario, líder de Restitución de Tierras, líder campesino, líder social, líder sindical, líder ambiental, líder de mujeres, líder afrodescendiente, líder indígena, líder de víctimas o de desplazados, líder juvenil y de la infancia, líder cultural, líder LGBTI, líder en salud, líder minero artesanal, comunicador defensor de derechos humanos, abogado defensor de los derechos humanos, defensor o líder asociado a Organizaciones no Gubernamentales (ONG), líder en la implementación del acuerdo de paz, líder en materia de sustitución de cultivos, líder de movimiento político y líderes religiosos.
También mediante la resolución 845 de 2018 se adopta  el “Programa Integral de Garantías para las Mujeres Lideresas y Defensoras de Derechos Humanos”, el cual trabaja sobre tres ejes centrales: prevención, protección y garantías de no repetición.
En diciembre de 2019 se radicó una acción de tutela por parte de varias organizaciones de líderes sociales y de defensa de los Derechos Humanos por el incumplimiento de la protección a los líderes sociales.
En el mes de octubre de 2020, se presentó una solicitud de inscripción de un mecanismo de participación ciudadana, para la aprobación del proyecto denominado "Ley de Protección para Defensores de Derechos Humanos, Periodistas y Operadores de Justicia", para garantizar la vida en la labor que ejercen los líderes sociales a través de su vocero Francisco Bello, quien también es autor y vocero del Referendo aprobatorio de ley llamado "Código Colombiano de la mujer", el cual fue autorizado mediante resolución No.10414 del 23 de septiembre de 2021 de la Registraduría Nacional del Estado Civil de Colombia. Con la aprobación popular de este proyecto de ley se busca erradicar toda forma de violencia y discriminación contra la mujer.

## Historia
Según el Centro de Investigación y Educación Popular (Cinep) se han registrado 1784 luchas sociales por el derecho a la vida entre 1975 y 2018, muchas de estas asociadas a líderes sociales.
Según la Comisión de la Verdad, desde el año 1986 han sido asesinados en Colombia 4.756 representantes líderes de diferentes sectores sociales. Durante 2016-2019 han sido asesinadas cada mes, en promedio, doce personas defensoras de derechos humanos. Según el último informe anual del Programa Somos Defensores, en 26 de los 32 departamentos de Colombia se registraron casos de asesinatos de personas defensoras de derechos humanos. Según la organización Somos Defensores, entre 2002 y 2017 fueron asesinados 664 líderes sociales.
La Fundación Paz & Reconciliación ha señalado que los líderes con mayor número de agresiones son quienes impulsan el reconocimiento y el goce efectivo de los derechos de las víctimas a la verdad, justicia y reparación. Le siguen los líderes que se oponen a la existencia y continuidad de economías ilegales presentes en los territorios como el narcotráfico y la minería criminal, y promueven la sustitución voluntaria y concertada de cultivos de uso ilícito. Y los líderes que exigen el reconocimiento y la satisfacción de los derechos colectivos, territoriales y culturales de comunidades negras, indígenas y campesinas.

## Organizaciones que monitorean la violencia en contra de líderes sociales
En Colombia, hay varias organizaciones no gubernamentales e instituciones oficiales que realizan el seguimiento y conteo de los asesinatos contra líderes sociales. En el caso de las entidades públicas, la Fiscalía General de la Nación y la Defensoría del Pueblo reportan estos crímenes. La Defensoría tiene mayor presencia en el territorio, lo cual le permite verificar más casos en diferentes regiones del país. Por su parte, las ONG’s Somos Defensores e Indepaz desde hace varios años realizan seguimiento a través de relaciones con organizaciones y movimientos sociales en el territorio y también llevan a cabo la verificación de casos.
Por su parte, la ACNUDH hace el seguimiento a este fenómeno y produce reportes como insumo para las verificaciones que realizan las otras organizaciones. A pesar de las diferencias en el número de casos reportados entre las fuentes, la tendencia de todas estas es similar y que de manera global se refleja un crecimiento de este fenómeno en los últimos años.

## Principales agresores a líderes sociales
Los datos de investigaciones judiciales adelantadas  sugieren que una amplia gama de grupos es responsable de los asesinatos de líderes sociales. La Fiscalía General informa que a junio de 2020, en los 201 casos que cree haber resuelto, aproximadamente el 59 por ciento de los responsables estaban vinculados a grupos armados; otro 39 por ciento se trataba de personas sin afiliación o pertenecientes a grupos desconocidos; mientras que el 2 por ciento se trataba de personal militar. Las fiscalías seccionales atribuyen la mayoría de los asesinatos cometidos por grupos armados a facciones disidentes de las FARC-EP y bandas armadas locales sin presencia nacional.

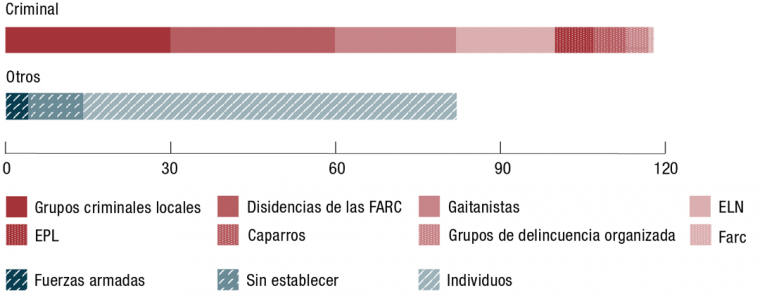
Gráfica: responsables en casos de violencia contra líderes sociales

## Asesinatos de líderes sociales por tipo de liderazgo, 2017-2019
Los activistas comunitarios y los miembros electos de juntas de acción comunal estén particularmente expuestos a la violencia. Este tipo de líderes luchan por el bienestar de sus comunidades en maneras que pueden entrar en conflicto con los proyectos económicos o políticos de intereses poderosos: “Debido al papel que desempeñan en los vecindarios, los líderes comunitarios son las primeras personas a las que los grupos armados intentan silenciar, comprándolos o callándolos”. Muchos de los asesinados trabajaban en temas relacionados con el legado y la persistencia del conflicto armado y la implementación del acuerdo de paz en sus localidades, mientras que otros luchaban por el acceso de los residentes a servicios vitales, derechos territoriales y la protección ambiental. También han sido asesinados defensores de comunidades indígenas, afrodescendientes y campesinas.

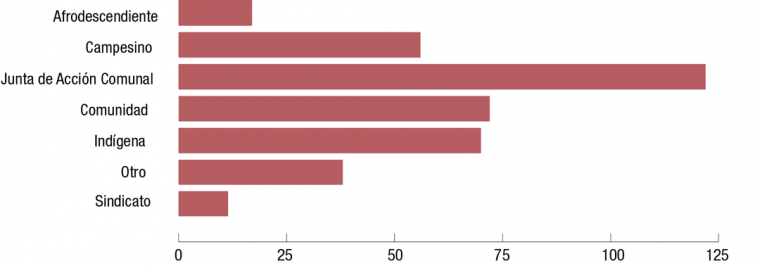
Gráfica: Asesinatos de líderes sociales por tipo de liderazgo

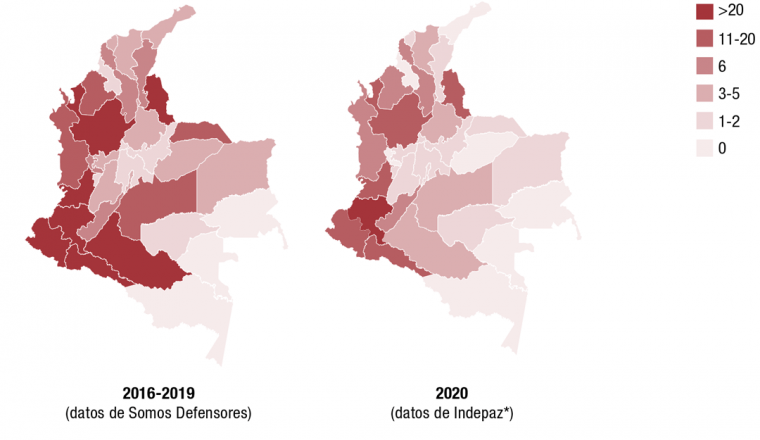
Gráfico: Asesinatos de líderes sociales por departamento

## Geografía de la violencia contra líderes sociales
Se han registrado asesinatos de líderes sociales en 29 de los 32 departamentos de Colombia. Solo tres regiones, Antioquia, Cauca y Norte de Santander, representan más de la mitad de estos asesinatos. Los incidentes violentos se concentran en lugares donde opera más de un grupo armado y luchan por el control, a lo largo de corredores clave para el narcotráfico y en áreas ricas en recursos naturales. En este sentido, la violencia es una continuación, más que un distanciamiento del pasado: muchos asesinatos tienen lugar en áreas que históricamente han sido escenarios de los niveles más álgidos del conflicto.

## Violencia contra líderes según afiliación política
Entre el 11 de diciembre de 2017 y el 31 de marzo de 2018, 34 de las víctimas registradas tienen filiación política. Las otras 78 víctimas corresponden a líderes sociales y comunales o a funcionarios públicos no electos y que por lo tanto no necesariamente se adhieren a algún partido político.

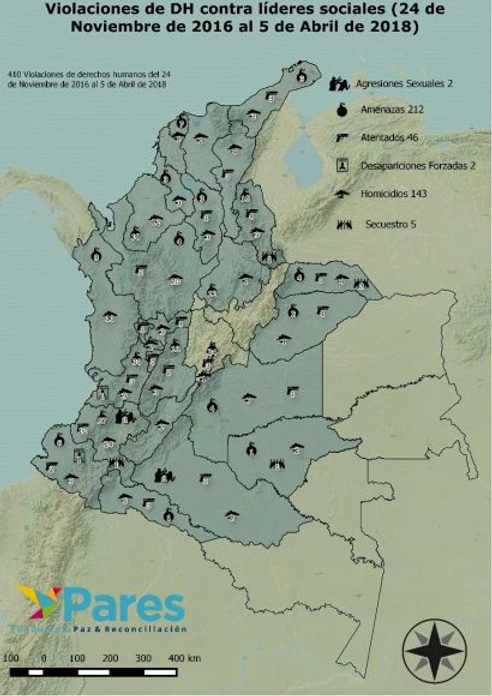
Tipología de violencia contra lideres

## Mecanismos de protección en Colombia
En Colombia existe un programa de protección de defensores de derechos humanos o líderes sociales desde 2003 que se enfoca principalmente en la creación de un comité de evaluación de riesgo de defensores con el propósito de recomendar las medidas de protección necesarias para cada caso presentado al Ministerio del Interior. Además de ese programa existen otros mecanismos de protección como la Unidad Nacional de Protección (UNP), el sistema de alertas tempranas de la Defensoría del Pueblo, el Programa Integral de Seguridad y Protección.
Human Rights Watch en su reciente reporte realizó algunas recomendaciones puntuales al Gobierno Nacional para mejorar la protección de defensores de derechos humanos. En primer lugar, considera que se requiere mayor compromiso del Gobierno frente al seguimiento y al cumplimiento con las instancias de los programas de protección. Adicionalmente, reporta el desfinanciamiento de los programas en los últimos años. En tercer lugar, argumenta que las soluciones para proteger a los líderes son, en algunos casos, inapropiadas para el contexto en el cual ellos desempeñan sus actividades. Por ejemplo, la entrega de teléfonos no es efectiva en zonas donde no hay señal. Por último, sugiere Human Rights Watch que los programas deben enfocarse en la protección colectiva en vez de individual.

## Asesinatos de líderes sociales

### Asesinatos desde 2016
Desde la firma de los acuerdos de paz entre el gobierno y las FARC-EP, se han incrementado los asesinatos contra líderes sociales. Más de 300 líderes han sido asesinados desde el 1 de enero de 2016 las cifras varían según la fuente.  Han sido 357 asesinatos de líderes sociales en Colombia ocurridos entre 2012 y 2017 según El País. Según El Espectador en 2019 fueron más de 120 los asesinatos Según la Coordinación Social y Política Marcha Patriótica, La Cumbre Agraria, Campesina, Étnica y Popular (CACEP), y el Instituto de Estudios sobre Paz y Desarrollo (Indepaz) a nivel Nacional entre el 1 de enero de 2016 y 8 de septiembre de 2019, 777 personas líderes sociales y defensoras de Derechos Humanos han sido asesinados en Colombia. 132 casos ocurrieron en el año 2016, 208 en el año 2017, 282 en el año 2018 y 155 en el año 2019 (corte 8 de septiembre de 2019).
Estos líderes han sido amenazados, desplazados y asesinados de manera sistemática. El Departamento del Cauca es catalogado como el más peligroso para ser líder social.
Se acusa a los grupos sucesores del paramilitarismo;a quienes financian a esos grupos; a quienes defienden intereses económicos y políticos; a los narcotraficantes, los explotadores ilegales de minerales, al Ejército de Liberación Nacional y las disidencias de las FARC-EP, y a los GAO como: 'Los Pelusos' o disidencias del EPL y el Clan del Golfo o Autodefensas Gaitanistas del asesinato de los líderes sociales. La Fiscalía ha podido encontrar a los autores materiales de varios de los casos pero no determinar el autor intelectual de los asesinatos. Incluso hay casos donde la Fuerza Pública ha estado implicada
La Unidad Nacional de Protección es la entidad encargada de la protección de los líderes sociales.
Algunas organizaciones han pedido llevar los casos de la violencia contra líderes sociales a la Corte Penal Internacional de La Haya.

### Asesinatos en 2020 y 2021
2020 ha sido unos de los años más sangrientos para los líderes sociales colombianos a pesar de las decisiones tomadas por la pandemia del COVID-19. Variando la cifra total según las fuentes, estas cifras varían debido al área que representa y de donde se extraen los datos, por ejemplo; Indepaz reporta 251 asesinatos, la defensoría del pueblo 139, y la ONU Derechos Humanos 49, el caso de la ONU se cita que esta hace un barrido zona por zona buscando fuentes propias pero no tiene la capacidad para analizarlos todos, mientras que las demás organizaciones se basan en datos que los mismos afectados reportan.
En 2020 hasta el 14 de enero se reporta el asesinato de 18 líderes sociales en lo corrido del año.  Los departamentos más afectados han sido Cauca, Putumayo, Antioquia, Huila, Chocó, Cesar y Norte de Santander. Hasta el 9 de abril se reportan 36 asesinatos líderes y defensores de derechos humanos verificados, pero la cifra puede aumentar a 60. El 25 de abril fue asesinado un líder social de la Sierra Nevada de Santa Marta, El 29 de abril de 2020 se reportan 16 líderes asesinados durante 2020 en el Cauca, en medio de las disputas territoriales entre narcotraficantes, GAO y disidencias de las FARC-EP.
Según Indepaz en 2021, se registraron 171 líderes sociales asesinados en lo corrido del año, en total son 1.286 líderes sociales y defensores de Derechos Humanos asesinados desde la firma de los Acuerdos de Paz en 2016. Antioquia registra el mayor número de asesinatos en este año.

## Reacciones en defensa a los líderes sociales
- Marcha por la vida del 27 de junio de 2019, se organizó una marcha en más de 100 ciudades de Colombia y del mundo (esta última, de colombianos radicados en el exterior), como rechazo al "genocidio" al que están siendo sometidos los líderes sociales y a la poca voluntad del gobierno para evitar y combatir estos hechos y ante la impunidad en que quedan los asesinatos.[49]
- Protestas en Colombia de 2019: una de las causas del Paro Nacional en Colombia es el asesinato selectivo de líderes sociales y excombatientes de las FARC-EP, que no han sido protegidos por el gobierno de Iván Duque, continuando la ola de asesinatos y masacres en el país.[50] Con el saldo de 486 muertos entre el 1 de enero de 2016 y el 17 de mayo de 2019, según la Defensoría del Pueblo.[51]
- Marcha por la dignidad en 2020 desde Popayán (Cauca) hasta Bogotá.[52]
- Protestas en Colombia de 2021
- El Sistema de Naciones Unidas en Colombia condenó este lunes la violencia ejercida en contra de comunidades, defensoras de derechos humanos y liderazgos sociales.[53]
- La ONG Human Rights Watch publicó un nuevo informe que presenta la grave situación en la que está Colombia y sus líderes sociales y comunitarios.[54]

## Reacciones de líderes sociales a la violencia contra su colectividad
“Creo que la única forma es manifestarnos, salir a las calles. La vida es sagrada y que estén matando a nuestros los líderes es incomprensible, ¿por qué? ¿Qué se pretende con estas muertes? ¿Les quieren quitar sus territorios? ¿Es el narcotráfico? ¿Las bandas criminales? Me motiva la defensa de los derechos humanos y lo que nos está pasando con nuestros líderes me duele mucho. La apatía no conduce a nada, casi siempre los apáticos son los que más se quejan, por eso hay que participar y demostrar lo que se siente en el momento. Sobre todo: no tener miedo”.
Gladys Pinzón

“Desde hace tiempo vengo inconforme con lo que está pasando: el gobierno no se manifiesta de forma efectiva; los medios de comunicación no dicen mucho al respecto; en los debates presidenciales no percibí que hablaran sobre el tema. Colombia necesita paz y hay líderes que están trabajando por sus comunidades y que están siendo asesinados. Muchos ya nos estamos agrupando para hablarle a aquellos que son indiferentes o que no entienden la magnitud del problema. Toda la población debe exigir al nuevo gobierno que se resuelvan estos casos lo más pronto posible”.
Julián Guiza

“Desde hace más de un año se empezó a ver un asesinato sistemático de líderes sociales, ya van más de 300 y el gobierno no está haciendo nada. Estos líderes están en municipios alejados donde trabajan por el desarrollo social y la educación, cumpliendo una función del Estado inexistente. No es justo que los crímenes que pasan contra los líderes sociales queden en la impunidad. Esto es un problema nacional y es imposible que solo nos den excusas y que nieguen la sistematicidad. Puede que los que estamos en las ciudades nunca nos toque, pero este momento todos debemos unirnos y preocuparnos ante lo que está pasando”.
Estefanía Ziade

"Todos los días, desde que se levantan hasta que se acuestan, nuestros líderes sobreviven en un ambiente de miedo, de zozobra, de discriminación, en un país que no permite la diversidad cultural como lo establece la constitución y se lo pierden porque en la diversidad hay tantas riquezas. […] Debemos seguir visibilizando estas pequeñas acciones que estamos haciendo. Tenemos que quitarnos la venda de los ojos, que viaje a todos los lugares, unirnos desde las casas, que se movilicen, que se pellizquen, que hagan algo".
Carlos Santos

## Investigaciones
- El periódico El Espectador con su proyecto Colombia 2020 junto a Rutas del conflicto desarrollan la campaña Líderes sin olvido, y  junto a la Fundación Con Lupa la plataforma La Paz en el terreno[56] para documentar los crímenes hacia líderes sociales en Colombia.[57]
- Programa Somos Defensores, documenta semestralmente la situación de líderes sociales y defensores de Derechos Humanos en Colombia.[58]
- La Fundación Heinrich Böll Stiftung por su parte afirma que los asesinatos a los líderes sociales, además de ser sistemáticos, “tienen como finalidad el desplazamiento de las comunidades, la apropiación de territorios, la defensa a megaproyectos y el control político en las regiones”.[59]